# BHP (företag)
BHP (BHP Billiton Limited och BHP Billiton plc) är ett australiskt-brittiskt multinationellt gruvföretag som rankas som världens största gruvbolag. Bolaget skapades 2001 då australiska Broken Hill Proprietary Company (BHP) och brittiska Billiton gick samman. Bolaget är listat på Australian Securities Exchange och London Stock Exchange.